# Agathe Ngani
Agathe Georgette Ngani (Obala, 26 maggio 1992) è una calciatrice camerunese, centrocampista del Louves Minproff e della nazionale camerunese.

## Carriera

### Club
Ha giocato per i club calcistici Scorpion du Moungo, AS Locomotive de Yaoundé e Louves Minproff di Yaoundé.

### Nazionale
Ngani fu considerata non pronta e inesperta per il Campionato africano femminile di calcio 2014 ma fece il suo debutto con la maglia della nazionale maggiore nell'aprile 2015.
Viene inserita nella rosa della Nazionale in partenza per il Campionato mondiale femminile di calcio 2015 che si gioca in Canada. In questa edizione dopo aver superato il girone eliminatorio con sei punti; frutto di due vittorie e una sconfitta, viene eliminata agli ottavi di finale dalla Nazionale di calcio femminile della Cina con il risultato di 1 a 0 a favore delle asiatiche.
Nel 2016 partecipa alla Coppa delle Nazioni Africane femminile in cui la sua nazionale era qualificata di diritto essendone l'organizzatrice. Il Camerun arriverà fino in finale dove però viene sconfitta dalla nazionale Nigeriana per 1 a 0.